# Galatasaray Istanbul/Saison 1983/84
Die Saison 1983/84 von Galatasaray Istanbul war die 76. Saison in der Vereinsgeschichte und die 26. Saison in der türkischen Liga, der 1. Lig. Der Klub beendete die Saison wie im Vorjahr auf dem 3. Platz. Die Türkiye Kupası endete für die Gelb-Roten im Viertelfinale. 

## Personalien

### Kader
| Nat.                                           | Name                | Geburtsdatum  | im Verein seit | vorheriger Verein     |
| Torhüter                                       | Torhüter            | Torhüter      | Torhüter       | Torhüter              |
| ---------------------------------------------- | ------------------- | ------------- | -------------- | --------------------- |
| Turkei                                         | Haydar Erdoğan      | 19. Apr. 1959 | 1979           | Sarıyer SK            |
| Turkei                                         | Eser Özaltındere    | 13. Feb. 1954 | 1978           | Adana Demirspor       |
| Abwehr                                         |                     |               |                |                       |
| Turkei                                         | Halil İbrahim Akçay | 14. Okt. 1960 | 1982           | Trabzonspor           |
| Turkei                                         | Ali Çoban           | 1. Okt. 1955  | 1980           | Adanaspor             |
| Turkei                                         | Raşit Çetiner       | 10. Sep. 1956 | 1981           | Fenerbahçe Istanbul   |
| Turkei                                         | Ahmet Ceyhan        | 26. Jan. 1951 | 1982           | Trabzonspor           |
| Turkei                                         | Rauf Kılıç          | 10. Dez. 1964 | 1982           | eigene Jugend         |
| Turkei                                         | Cüneyt Tanman       | 16. Jan. 1956 | 1976           | Giresunspor           |
| Turkei                                         | Fatih Terim         | 4. Sep. 1953  | 1974           | Adana Demirspor       |
| Mittelfeld                                     |                     |               |                |                       |
| Turkei                                         | Mustafa Ergücü      | 15. Jan. 1955 | 1980           | Kayserispor           |
| Turkei                                         | Adnan Esen          | 16. Mai 1961  | 1982           | Bandırmaspor          |
| Turkei                                         | Ahmet Keloğlu       | 15. Jan. 1962 | 1982           | ADO Den Haag          |
| Turkei                                         | Metin Yıldız        | 24. Nov. 1960 | 1978           | eigene Jugend         |
| Angriff                                        |                     |               |                |                       |
| Turkei                                         | Bülent Alkılıç      | 24. Nov. 1960 | 1980           | eigene Jugend         |
| Turkei                                         | Mustafa Denizli     | 10. Nov. 1949 | 1983           | Altay Izmir           |
| Jugoslawien Sozialistische Föderative Republik | Tarik Hodžić        | 1. Jan. 1951  | 1981           | RFC Lüttich           |
| Turkei                                         | Öner Kılıç          | 15. Mai 1954  | 1976           | n. a.                 |
| Jugoslawien Sozialistische Föderative Republik | Mirsad Sejdić       | 1. Jan. 1953  | 1981           | NK Olimpija Ljubljana |
| Turkei                                         | Sinan Turhan        | 10. Feb. 1958 | 1981           | Rizespor              |
| Turkei                                         | Birol Yalçın        | 20. Juli 1958 | 1982           | n. a.                 |

#### Transfers
| Zugänge                                                      | Abgänge |
| ------------------------------------------------------------ | --- |
| - Mustafa Denizli (Altay Izmir) - Sabahattin İspirli (n. a.) | - Adnan Aydın (n. a.) - Fettah Dindar (Tarsus İdman Yurdu) - Müfit Erkasap (Karriere beendet) - Ali Hamurcuoğlu (Lüleburgazspor) - Murat İnan (Karriere beendet) - Sabahattin İspirli (Fatih Karagümrük SK) - Sefer Karaer (Fatih Karagümrük SK) - Ömer Sağlam (Altınordu Izmir) - İbrahim Sokullu (Karriere beendet) - Mustafa Turgat (Karriere beendet) - Cengiz Yazıcıoğlu (Fatih Karagümrük SK) |

## Spielkleidung
| Heim |

- Ausrüster: Puma
- Trikotsponsor: Telefunken

## Saison
Alle Ergebnisse aus Sicht von Galatasaray Istanbul.
Die Tabelle listet alle 1.-Lig-Spiele des Vereins der Saison 1983/84 auf. Siege sind grün, Unentschieden gelb und Niederlagen rot markiert.

### 1. Lig
| ST | Datum              | Gegner                | Ort                              | Ergebnis  | Tor(e) für Galatasaray Istanbul | Karte(n) für Galatasaray Istanbul        |
| -- | ------------------ | --------------------- | -------------------------------- | --------- | --- | ---------------------------------------- |
| 01 | 21. August 1983    | Fatih Karagümrük SK   | Fenerbahçe Stadı, Istanbul       | 4:0 (1:0) | 1:0 Sejdić (7. Elfmeter), 2:0 Hodžić (61.), 3:0 Hodžić (85.), 4:0 Denizli (87.) | keine                                    |
| 02 | 27. August 1983    | Adanaspor             | Ali Sami Yen Stadyumu, Istanbul  | 3:1 (1:1) | 1:1 Sejdić (45.), 2:1 Sejdić (82. Elfmeter), 3:1 Hodžić (85.) | keine                                    |
| 03 | 4. September 1983  | MKE Ankaragücü        | 19 Mayıs Stadı, Ankara           | 1:2 (1:1) | 1:1 Sejdić (37. Elfmeter) | Çoban (59.), Alkılıç (74.)               |
| 04 | 11. September 1983 | Denizlispor           | Ali Sami Yen Stadyumu, Istanbul  | 3:0 (1:0) | 1:0 Ergücü (34.), 2:0 Hodžić (46.), 3:0 Yalçın (90.) | Esen (44.)                               |
| 05 | 18. September 1983 | Zonguldakspor         | Şehir Stadı, Zonguldak           | 2:0 (1:0) | 1:0 Ergücü (18.), 2:0 Keloğlu (84.) | keine                                    |
| 06 | 24. September 1983 | Bursaspor             | Fenerbahçe Stadı, Istanbul       | 1:1 (0:0) | 1:1 Hodžić (51.) | keine                                    |
| 07 | 2. Oktober 1983    | Antalyaspor           | Ali Sami Yen Stadyumu, Istanbul  | 2:1 (1:0) | 1:0 Hodžić (42.), 2:1 Denizli (71. Elfmeter) | Terim (66.)                              |
| 08 | 9. Oktober 1983    | Gençlerbirliği Ankara | 19 Mayıs Stadı, Ankara           | 0:0       | keine | Esen (37.), Alkılıç (58.), Denizli (88.) |
| 09 | 16. Oktober 1983   | Orduspor              | Ali Sami Yen Stadyumu, Istanbul  | 2:0 (0:0) | 1:0 Hodžić (57.), 2:0 Hodžić (67.) | keine                                    |
| 10 | 2. November 1983   | Fenerbahçe Istanbul   | Fenerbahçe Stadı, Istanbul       | 2:1 (0:1) | 1:0 Ö. Kılıç (15.), 2:1 Sejdić (80.) | Esen (29.), Sejdić (54.), Yıldız (88.)   |
| 11 | 12. November 1983  | Kocaelispor           | İsmetpaşa Stadyumu, Kocaeli      | 0:0       | keine | Çoban (77.), Çetiner (86.)               |
| 12 | 20. November 1983  | Trabzonspor           | Ali Sami Yen Stadyumu, Istanbul  | 2:2 (1:2) | 1:2 Çetiner (43.), 2:2 Ergücü (78. Elfmeter) | keine                                    |
| 13 | 27. November 1983  | Beşiktaş Istanbul     | Fenerbahçe Stadı, Istanbul       | 1:2 (1:1) | 1:1 Çetiner (15.) | Terim (69.)                              |
| 14 | 4. Dezember 1983   | Boluspor              | Şehir Stadı, Bolu                | 0:0       | keine | keine                                    |
| 15 | 10. Dezember 1983  | Adana Demirspor       | Ali Sami Yen Stadyumu, Istanbul  | 9:2 (4:1) | 1:0 Zambak (4. Eigentor), 2:0 Denizli (23.), 3:0 Keloğlu (39.), 4:1 Sejdić (44.), 5:1 Hodžić (49. Elfmeter), 6:1 Keloğlu (56.), 7:1 Hodžić (59.), 8:1 Sejdić (76.), 9:2 Yıldız (85.) | Sejdić (65.), Çetiner (73.)              |
| 16 | 18. Dezember 1983  | Sarıyer SK            | Fenerbahçe Stadı, Istanbul       | 1:0 (1:0) | 1:0 Tanman (13.) | Tanman (51.), Denizli (66.)              |
| 17 | 25. Dezember 1983  | Sakaryaspor           | Atatürk Stadı, Sakarya           | 3:1 (2:1) | 1:0 Ergücü (25.), 2:0 Turhan (28.), 3:1 Ergücü (67.) | keine                                    |
| 18 | 29. Januar 1984    | Fatih Karagümrük SK   | Ali Sami Yen Stadyumu, Istanbul  | 3:2 (0:0) | 1:1 Çoban (51.), 2:1 Hodžić (58.), 3:1 Hodžić (77.) | Yıldız (60.), Çetiner (83.)              |
| 19 | 5. Februar 1984    | Adanaspor             | Şehir Stadı, Adana               | 2:1 (0:0) | 1:0 Ergücü (59.), 2:0 Tanman (71.) | keine                                    |
| 20 | 11. Februar 1984   | MKE Ankaragücü        | Ali Sami Yen Stadyumu, Istanbul  | 1:1 (0:0) | 1:0 Ergücü (52.) | keine                                    |
| 21 | 19. Februar 1984   | Denizlispor           | Şehir Stadı, Denizli             | 1:2 (0:2) | 1:2 Esen (65.) | Tanman (29.), Yıldız (30.)               |
| 22 | 26. Februar 1984   | Zonguldakspor         | Ali Sami Yen Stadyumu, Istanbul  | 1:0 (1:0) | 1:0 R. Kılıç (13.) | keine                                    |
| 23 | 18. März 1984      | Antalyaspor           | Atatürk Stadı, Antalya           | 1:1 (1:1) | 1:1 Sejdić (12.) | Yıldız (85.)                             |
| 24 | 21. März 1984      | Bursaspor             | Atatürk Stadı, Bursa             | 0:0       | keine | Sejdić (53.)                             |
| 25 | 24. März 1984      | Gençlerbirliği Ankara | İnönü Stadı, Istanbul            | 3:0 (1:0) | 1:0 Hodžić (15.), 2:0 Hodžić (62.), 3:0 Sejdić (69.) | keine                                    |
| 26 | 31. März 1984      | Orduspor              | 19 Eylül Stadı, Ordu             | 0:3 (0:0) | keine | keine                                    |
| 27 | 8. April 1984      | Fenerbahçe Istanbul   | Ali Sami Yen Stadyumu, Istanbul  | 1:1 (1:0) | 1:0 Sejdić (1.) | Tanman (23.)                             |
| 28 | 15. April 1984     | Kocaelispor           | Ali Sami Yen Stadyumu, Istanbul  | 2:1 (0:0) | 1:1 Alkılıç (64.), 2:1 Çetiner (73.) | Yıldız (35.), Alkılıç (67.)              |
| 29 | 22. April 1984     | Trabzonspor           | Hüseyin Avni Aker Stadı, Trabzon | 0:1 (0:1) | keine | keine                                    |
| 30 | 29. April 1984     | Beşiktaş Istanbul     | Ali Sami Yen Stadyumu, Istanbul  | 0:1 (0:0) | keine | Yıldız (83.)                             |
| 31 | 5. Mai 1984        | Boluspor              | İnönü Stadı, Istanbul            | 1:0 (1:0) | 1:0 Hodžić (42. Elfmeter) | keine                                    |
| 32 | 13. Mai 1984       | Adana Demirspor       | Şehir Stadı, Adana               | 1:0 (0:0) | 1:0 Alkılıç (55.) | keine                                    |
| 33 | 20. Mai 1984       | Sarıyer SK            | Ali Sami Yen Stadyumu, Istanbul  | 0:1 (0:1) | keine | Çetiner (29.), Tanman (84.)              |
| 34 | 26. Mai 1984       | Sakaryaspor           | Ali Sami Yen Stadyumu, Istanbul  | 1:1 (0:0) | 1:0 Hodžić (53. Elfmeter) | Çetiner (75.)                            |

### Türkiye Kupası
| Runde                   | Datum            | Gegner          | Ort                             | Ergebnis  | Tor(e) für Galatasaray Istanbul                        | Karte(n) für Galatasaray Istanbul |
| ----------------------- | ---------------- | --------------- | ------------------------------- | --------- | ------------------------------------------------------ | --------------------------------- |
| 5. Hauptrunde-Hinspiel  | 22. Februar 1984 | Eskişehirspor   | Atatürk Stadı, Eskişehir        | 1:2 (0:1) | 1:1 Keloğlu (63.)                                      | keine                             |
| 5. Hauptrunde-Rückspiel | 14. März 1984    | Eskişehirspor   | Ali Sami Yen Stadyumu, Istanbul | 3:1 (1:1) | 1:0 Tanman (15.), 2:1 Çetiner (55.), 3:1 Denizli (56.) | Tanman (35.), Terim (74.)         |
| 6. Hauptrunde-Hinspiel  | 28. März 1984    | Altınordu Izmir | Atatürk Stadı, Izmir            | 2:2 (2:0) | 1:0 Ergücü (8.), 2:0 Tanman (32.)                      | keine                             |
| 6. Hauptrunde-Rückspiel | 12. April 1984   | Altınordu Izmir | Ali Sami Yen Stadyumu, Istanbul | 1:1 (1:0) | 1:0 Denizli (16.)                                      | Çetiner (24.), Denizli (41.)      |
| Viertelfinale-Hinspiel  | 18. April 1984   | Karşıyaka SK    | Ali Sami Yen Stadyumu, Istanbul | 2:1 (1:1) | 1:0 Hodžić (14.), 2:1 Ceyhan (73.)                     | keine                             |
| Viertelfinale-Rückspiel | 25. April 1984   | Karşıyaka SK    | Atatürk Stadı, Izmir            | 0:1 (0:0) | keine                                                  | Alkılıç (89.)                     |

### TSYD Kupası
| Datum           | Gegner              | Ort                             | Ergebnis  | Tor(e) für Galatasaray Istanbul | Karte(n) für Galatasaray Istanbul |
| --------------- | ------------------- | ------------------------------- | --------- | ------------------------------- | --------------------------------- |
| 13. August 1983 | Fenerbahçe Istanbul | Fenerbahçe Stadı, Istanbul      | 1:1 (0:0) | 1:0 Hodžić (58.)                | Alkılıç (62.)                     |
| 17. August 1983 | Beşiktaş Istanbul   | Ali Sami Yen Stadyumu, Istanbul | 1:3 (0:1) | 1:3 Yalçın (75.)                | Terim (49.)                       |

## Statistiken

### Teamstatistik
| Wettbewerb     | Punkte | daheim | daheim | daheim | daheim | daheim | auswärts | auswärts | auswärts | auswärts | auswärts | Gesamt | Gesamt | Gesamt | Gesamt | Gesamt | Tordifferenz |
| Wettbewerb     | Punkte | Sp     | G      | U      | N      | TV     | Sp       | G        | U        | N        | TV       | Sp     | G      | U      | N      | TV     | Tordifferenz |
| -------------- | ------ | ------ | ------ | ------ | ------ | ------ | -------- | -------- | -------- | -------- | -------- | ------ | ------ | ------ | ------ | ------ | ------------ |
| 1. Lig         | 44:24  | 17     | 10     | 5      | 2      | 35:15  | 17       | 7        | 5        | 5        | 19:14    | 34     | 17     | 10     | 7      | 54:29  | +25          |
| Türkiye Kupası | –      | 3      | 2      | 1      | 0      | 6:3    | 3        | 0        | 1        | 2        | 3:5      | 6      | 2      | 2      | 2      | 9:8    |              |
| Gesamt         | 44:24  | 20     | 12     | 6      | 2      | 41:18  | 20       | 7        | 6        | 7        | 22:19    | 40     | 19     | 12     | 9      | 63:37  | +26          |

### Saisonverlauf
| Spieltag | 1 | 2 | 3 | 4 | 5 | 6 | 7 | 8 | 9 | 10 | 11 | 12 | 13 | 14 | 15 | 16 | 17 | 18 | 19 | 20 | 21 | 22 | 23 | 24 | 25 | 26 | 27 | 28 | 29 | 30 | 31 | 32 | 33 | 34 |
| -------- | - | - | - | - | - | - | - | - | - | -- | -- | -- | -- | -- | -- | -- | -- | -- | -- | -- | -- | -- | -- | -- | -- | -- | -- | -- | -- | -- | -- | -- | -- | -- |
| Spielort | A | H | A | H | A | H | H | A | H | A  | A  | H  | A  | A  | H  | A  | A  | H  | A  | H  | A  | H  | A  | A  | H  | A  | H  | H  | A  | H  | H  | A  | H  | H  |
| Resultat | S | S | N | S | S | U | S | U | S | S  | U  | U  | N  | U  | S  | S  | S  | S  | S  | U  | N  | S  | U  | U  | S  | N  | U  | S  | N  | N  | S  | S  | N  | U  |
| Platz    | 1 | 1 | 4 | 1 | 1 | 1 | 1 | 1 | 1 | 1  | 1  | 2  | 3  | 3  | 2  | 1  | 1  | 1  | 1  | 1  | 2  | 2  | 2  | 2  | 2  | 2  | 2  | 2  | 3  | 3  | 3  | 2  | 3  | 3  |

Quelle: https://www.weltfussball.de/spielplan/tur-sueperlig-1983-1984
Legende: Spielort: H = Heim; A = Auswärts. Resultat: S = Sieg; U = Unentschieden; N = Niederlage

### Spielerstatistiken
| Spieler             | 1. Lig   | 1. Lig | 1. Lig      | 1. Lig     | Türkiye Kupası | Türkiye Kupası | Türkiye Kupası | Türkiye Kupası | TSYD Kupası | TSYD Kupası | TSYD Kupası | TSYD Kupası | Total    | Total | Total       | Total      |
| Spieler             | Einsätze | Tore   | Gelbe Karte | Rote Karte | Einsätze       | Tore           | Gelbe Karte    | Rote Karte     | Einsätze    | Tore        | Gelbe Karte | Rote Karte  | Einsätze | Tore  | Gelbe Karte | Rote Karte |
| ------------------- | -------- | ------ | ----------- | ---------- | -------------- | -------------- | -------------- | -------------- | ----------- | ----------- | ----------- | ----------- | -------- | ----- | ----------- | ---------- |
| Halil İbrahim Akçay | 12       | 0      | 0           | 0          | 1              | 0              | 0              | 0              | 0           | 0           | 0           | 0           | 13       | 0     | 0           | 0          |
| Bülent Alkılıç      | 21       | 2      | 3           | 0          | 4              | 0              | 0              | 1              | 2           | 1           | 0           | 0           | 27       | 3     | 3           | 1          |
| Raşit Çetiner       | 31       | 3      | 5           | 0          | 5              | 1              | 1              | 0              | 2           | 0           | 0           | 0           | 38       | 4     | 6           | 0          |
| Ahmet Ceyhan        | 20       | 0      | 0           | 0          | 4              | 1              | 0              | 0              | 2           | 0           | 0           | 0           | 26       | 1     | 0           | 0          |
| Ali Çoban           | 34       | 1      | 2           | 0          | 6              | 0              | 0              | 0              | 2           | 0           | 0           | 0           | 42       | 1     | 2           | 0          |
| Mustafa Denizli     | 15       | 3      | 2           | 0          | 4              | 2              | 1              | 0              | 2           | 0           | 0           | 0           | 21       | 5     | 3           | 0          |
| Haydar Erdoğan      | 24       | 0      | 0           | 0          | 4              | 0              | 0              | 0              | 2           | 0           | 0           | 0           | 30       | 0     | 0           | 0          |
| Mustafa Ergücü      | 27       | 7      | 0           | 0          | 3              | 1              | 0              | 0              | 0           | 0           | 0           | 0           | 30       | 8     | 0           | 0          |
| Adnan Esen          | 27       | 1      | 3           | 0          | 4              | 0              | 0              | 0              | 2           | 0           | 0           | 0           | 33       | 1     | 3           | 0          |
| Tarik Hodžić        | 31       | 16     | 0           | 0          | 6              | 1              | 0              | 0              | 2           | 1           | 0           | 0           | 39       | 18    | 0           | 0          |
| Sabahattin İspirli  | 1        | 0      | 0           | 0          | 0              | 0              | 0              | 0              | 1           | 0           | 0           | 0           | 2        | 0     | 0           | 0          |
| Ahmet Keloğlu       | 22       | 3      | 0           | 0          | 4              | 1              | 0              | 0              | 1           | 0           | 0           | 0           | 27       | 4     | 0           | 0          |
| Öner Kılıç          | 26       | 1      | 0           | 0          | 4              | 0              | 0              | 0              | 2           | 0           | 0           | 0           | 32       | 1     | 0           | 0          |
| Rauf Kılıç          | 2        | 1      | 0           | 0          | 1              | 0              | 0              | 0              | 0           | 0           | 0           | 0           | 3        | 1     | 0           | 0          |
| Eser Özaltındere    | 10       | 0      | 0           | 0          | 2              | 0              | 0              | 0              | 0           | 0           | 0           | 0           | 12       | 0     | 0           | 0          |
| Mirsad Sejdić       | 22       | 10     | 3           | 0          | 4              | 0              | 0              | 0              | 2           | 0           | 0           | 0           | 28       | 10    | 3           | 0          |
| Cüneyt Tanman       | 29       | 2      | 4           | 0          | 6              | 2              | 1              | 0              | 1           | 0           | 0           | 0           | 36       | 4     | 5           | 0          |
| Fatih Terim         | 28       | 0      | 2           | 0          | 5              | 0              | 1              | 0              | 2           | 0           | 1           | 0           | 35       | 0     | 4           | 0          |
| Sinan Turhan        | 16       | 1      | 0           | 0          | 2              | 0              | 0              | 0              | 2           | 0           | 0           | 0           | 20       | 1     | 0           | 0          |
| Birol Yalçın        | 6        | 1      | 0           | 0          | 1              | 0              | 0              | 0              | 1           | 0           | 0           | 0           | 8        | 1     | 0           | 0          |
| Metin Yıldız        | 26       | 1      | 5           | 1          | 5              | 0              | 0              | 0              | 1           | 0           | 0           | 0           | 32       | 1     | 5           | 1          |